# Alan Cunningham
Sir Alan Gordon Cunningham (Dublino, 1º maggio 1887 – Royal Tunbridge Wells, 30 gennaio 1983) è stato un generale britannico, noto per le vittorie contro le forze italiane nella campagna dell'Africa orientale durante la seconda guerra mondiale. Era il fratello minore dell'ammiraglio Andrew Cunningham.

## Biografia
Cunningham nacque a Dublino, in Irlanda. Frequentò il Cheltenham College e la Royal Military Academy di Woolwich prima di diventare ufficiale dell'esercito nel 1906.

### Prima guerra mondiale
Durante la prima guerra mondiale prestò servizio con la Royal Horse Artillery e ricevette una croce di guerra nel 1915 e il DSO nel 1918. Per due anni dopo la guerra servì negli Stabilimenti dello Stretto.

### Seconda guerra mondiale
Nel 1937 Cunningham divenne Comandante della prima divisione della Royal Artillery. Nel 1938 fu promosso Maggiore Generale e nominato comandante della 5th Anti-Aircraft Division.
Dopo l'inizio della seconda guerra mondiale, Cunningham prese il comando delle forze inglesi in Kenya, Africa Orientale, e nel 1941 occupò la Somalia italiana. Ad aprile dello stesso anno, dopo essere entrato ad Addis Abeba, provocò la resa degli italiani ad Amba Alagi concordata da Amedeo d'Aosta.
Il successo in Africa orientale portò alla sua nomina al comando della neo-costituita Ottava Armata in Nord Africa nel mese di agosto del 1941. Il suo primo compito fu quello di guidare l'offensiva nel deserto libico del generale Claude Auchinleck, operazione iniziata il 18 novembre che avrebbe dovuto riconquistare la Cirenaica. Tuttavia, le numerose perdite convinsero Cunningham che i termini dell'operazione dovevano essere abbreviati. Questo parere non incontrò i favori dei suoi superiori, e Auchinleck lo rilevò dal comando.
Tornò in Gran Bretagna nel ruolo di Comandante dello Staff College (1942), Ufficiale nella HQ Northern Ireland (1943) e nella Eastern Command (1944). Fu nominato cavaliere nel 1941.

### Dopoguerra
Dopo la seconda guerra mondiale, Cunningham, promosso generale il 30 ottobre 1945, tornò in Medio Oriente come Alto Commissario per la Palestina e la Transgiordania. Ricoprì questa posizione dal 1945 al 1948 quando il mandato britannico in Palestina scadde e Israele fu proclamato stato indipendente. Si era ritirato dall'esercito poco meno di due anni prima, nel mese di ottobre del 1946, quando abbandonò il ruolo di Comandante in Capo in Palestina.
Morì a Royal Tunbridge Wells, Kent, Inghilterra, nel 1983.